# Andělská Hora (Bruntáli járás)
Andělská Hora (németül: Engelsberg) település Csehországban, Bruntáli járásban. Andělská Hora Světlá Hora, Ludvíkov és Vrbno pod Pradědem településekkel határos. Lakosainak száma 378 fő (2024. január 1.).

## Népesség
A település lakosságának változását az alábbi diagram mutatja:
| Lakosok száma | 2270 | 2043 | 1435 | 579  | 419  | 362  | 377  | 357  | 361  | 378  |
|               | 1869 | 1900 | 1921 | 1961 | 1980 | 2011 | 2016 | 2019 | 2021 | 2024 |